# Laps
Laps – miejscowość i gmina we Francji, w regionie Owernia-Rodan-Alpy, w departamencie Puy-de-Dôme.
Według danych na rok 1990 gminę zamieszkiwało 428 osób, a gęstość zaludnienia wynosiła 60 osób/km² (wśród 1310 gmin Owernii Laps plasuje się na 447 miejscu pod względem liczby ludności, natomiast pod względem powierzchni na miejscu 918).